# Basananthe baumii
Basananthe baumii är en passionsblomsväxtart som först beskrevs av Hermann August Theodor Harms, och fick sitt nu gällande namn av De Wilde. Basananthe baumii ingår i släktet Basananthe och familjen passionsblomsväxter. Utöver nominatformen finns också underarten B. b. caerulescens.